# Nacha Guevara
Nacha Guevara (tên khai sinh Clotilde Acosta, ngày 3 tháng 10 năm 1940) là một ca sĩ, nhạc sĩ, vũ công và nữ diễn viên người Argentina đến từ Mar de Plata, tỉnh Buenos Aires.

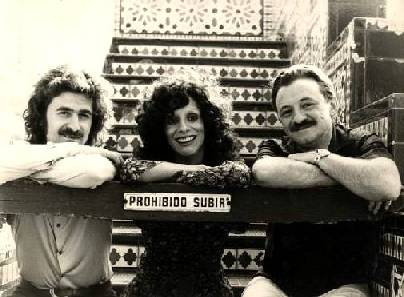
Với nhà thơ Mario Benedetti và nhạc sĩ Alberto Favero, 1973

Được đào tạo như một vũ công và nữ diễn viên, cô tình cờ phát hiện ra sự nghiệp là một ca sĩ trở thành một biểu tượng vào khoảng năm 1968 trong phong trào tiên phong tại Học viện Di Tella ở Buenos Aires, trung tâm tiên phong cho thử nghiệm thị giác và sân khấu vào thời điểm đó. Cô là một nhân vật sùng bái gây tranh cãi trong phong trào ngầm và là một ca sĩ-nhạc sĩ trong cảnh "cafe-concert", hát giai điệu và nhại lại của Boris Vian, Georges Brassens, Tom Lehrer, Nicolas Guillén và các nhà văn Argentina bao gồm Julio Cortázar, Jorge de la Vega, Ernesto Schoo và những người khác.
Theo một cuộc phỏng vấn năm 1974, cô đã lấy nghệ danh của mình vào giữa những năm 1960, "Nacha" như một truyền thống gia đình và "Guevara" do một "vấn đề về bản sắc", trước khi Che Guevara được biết đến. [2]
Vào đầu năm 1970, một trong những tác phẩm quan trọng của cô là Nacha hát Benedetti, nơi cô và Alberto Favero, đối tác âm nhạc và lúc đó là chồng, đã chuyển thể một số bài thơ nổi tiếng nhất của nhà thơ người Uruguay Mario Benedetti sang âm nhạc.
Năm 1973, cô đã nhận được sự công nhận lớn của các nhà phê bình và khán giả với một bản tái bản lớn có tên Las mil y una Nachas ("Một nghìn lẻ một Nachas"). Nacha Guevara đã đày mình trước tiên đến Peru sau đó là Mexico năm 1974, bị đe dọa bởi đội tử thần Triple A. Cô đã cố gắng để trở lại vào năm 1975 với một phiên bản mới của Las mil y una Nachas. Chương trình không bao giờ được thực hiện. Sau buổi thử trang phục trước đêm khai mạc, một quả bom đã phá hủy nhà hát, giết chết một thành viên của phi hành đoàn và buộc cô phải chạy trốn khỏi đất nước Argentina một lần nữa.
Cô tiếp tục sự nghiệp thành công ở Mexico, Cuba và Tây Ban Nha với các buổi biểu diễn ở thành phố New York, Chicago và La Habana, trước khi trở về Argentina.